# 'O surdato 'nnammurato
'O surdato 'nnammurato (în italiană "Il soldato innamorato", în română "Soldatul îndrăgostit") este un cântec tradițional napoletan, ajuns faimos în întreaga Italie ca un simbol al orașului Napoli. Versurile cântecului sunt în dialectul napoletan. Cântecul este și imnul clubului de fotbal S.S.C. Napoli.

## Versuri
"Staje luntana da stu core
A te volo cu 'o penziero
Niente voglio e niente spero
Ca tenerte sempe a ffianc' a mme
Si sicura 'e chist'ammore
Comm'i' só sicur' 'e te
Oj vita, oj vita mia
Oj core, 'e chistu core
Si stata 'o primm' ammore
E 'o primm' e ll'ùrdemo sarraje pe mme
Quanta notte nun te veco
Nun te sento inta ste braccie
Nun te vaso chesta faccia
E nun t'astregno forte 'mbracci'a mme
Ma scetànnome 'a sti suonne
Me faje chiagnere pe te
Oj vita, oj vita mia
Oj core, 'e chistu core
Si stata 'o primm' ammore
E 'o primm' e ll'ùrdemo sarraje pe mme
Scrive sempe e staje cuntenta
Io nun pienzo che a te sola
Nu penziero me cunzola
Ca tu pienze sulament' a mme
'A cchiù bell' 'e tutte belle
Nun è maje cchiù bell' 'e te

Oj vita, oj vita mia
Oj core, 'e chistu core
Si stata 'o primm' ammore
E 'o primm' e ll'ùrdemo sarraje pe mme"

## Traducere
Ești departe de această inimă
La tine zbor cu gândul
Nimic nu vreau, nimic nu sper
Decât să te am mereu lângă mine
Ești sigură de această dragoste
Cum eu sunt sigur de tine

O viața, o viața mea
O inima, acestei inimi
Ai fost prima dragoste
Prima și ultima vei fi pentru mine

Câte nopți nu te văd
Nu te simt în aceste brațe
Nu-ți sărut această față
Și nu te strâng tare în brațele mele
Dar trezindu-mă din aceste vise
Mă faci să plând pentru tine

O viața, o viața mea
O inima, acestei inimi
Ai fost prima dragoste
Prima și ultima vei fi pentru mine

Scrii mereu și ești mulțumită
Eu nu mă gândesc decât la tine
Un gând mă consolează
Că tu te gândești numai la mine
Cea mai frumoasă dintre toate frumoasele
Nu există mai frumoasă  ca tine
O viața, o viața mea
O inima, acestei inimi
Ai fost prima dragoste
Prima și ultima vei fi pentru mine